# Barrage Kölnbrein
Le barrage Kölnbrein (en allemand : Speicher Kölnbrein ou Kölnbreinsperre) est un barrage-voûte situé en Autriche. Construit à travers la haute vallée de Malta, il se trouve au cœur d'un ensemble de production d'énergie hydroélectrique dans les montagnes des Hohe Tauern en Carinthie. L’opérateur est Verbund Hydro Power GmbH, une filiale de Verbund AG.

## Histoire

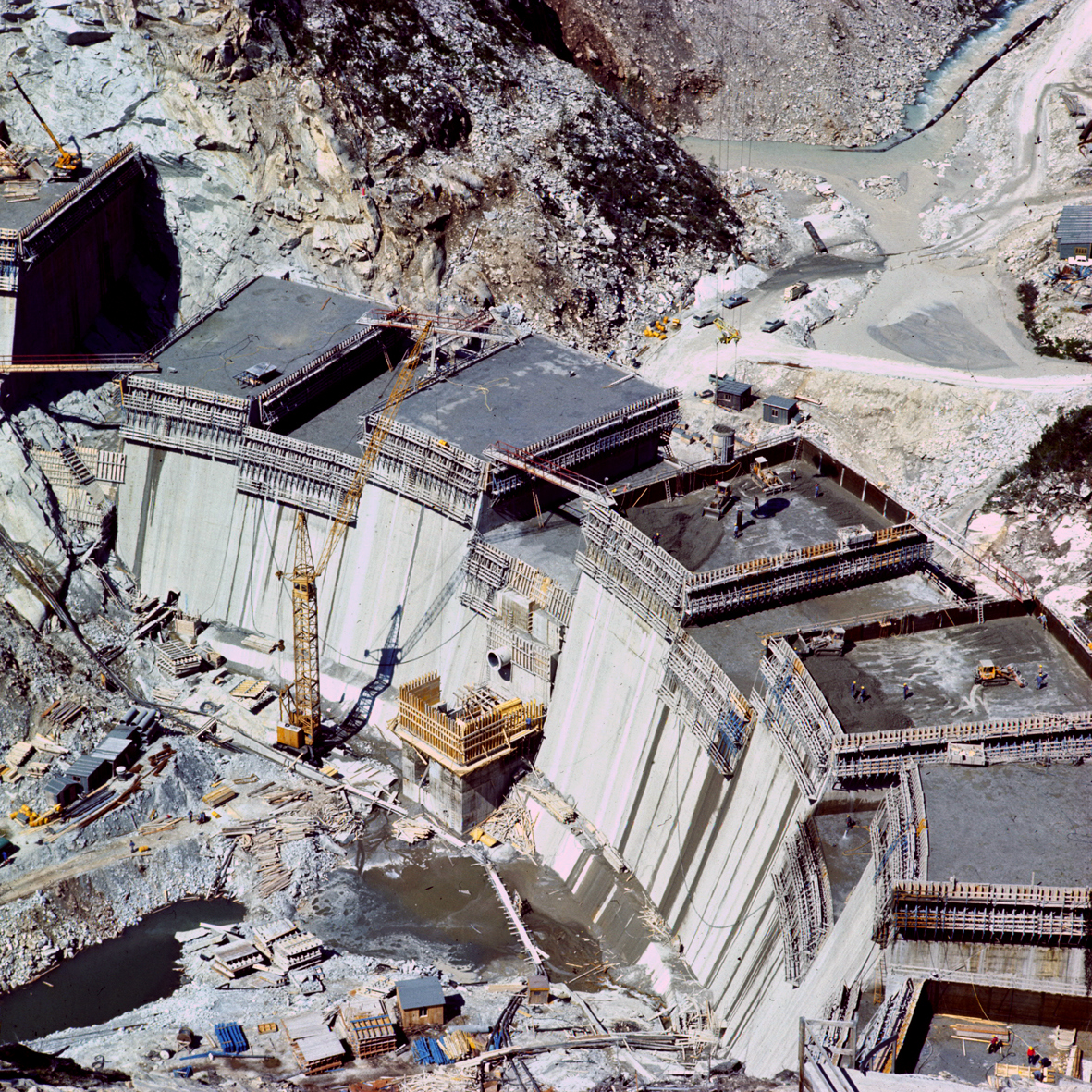
Les travaux de construction, 1975.

Des plans initiaux pour construire un réservoir dur la partie supérieure la rivière Malta ont déjà été développés par le groupe électrique AEG dans les années 1930. Après la Seconde Guerre mondiale, le fournisseur d'énergie Österreichische Draukraftwerke, un prédécesseur de l'actuel Verbund AG, a relancé le projet. Concernant les précipitations, la situation au sud de la crête principale des Alpes orientales centrales était favorable ; en complément, les glaciers situés aux environs constituent des réserves précieuses. 
Des recherches géologiques ont été réalisées à partir de 1957. Parallèlement, un groupe de centrales électriques a été construit dans la vallée de la Drave à Reißeck.
La construction du barrage commença en 1970 et se termina en 1978. Après des infiltrations d'eau, le mur a été entièrement rénové entre 1989 et 1992. Long de 626 m et haut de 200 m, c'est le barrage le plus haut d'Autriche. Il est associé à une centrale hydroélectrique d'une capacité de 1 028,5 MW.

## Tourisme

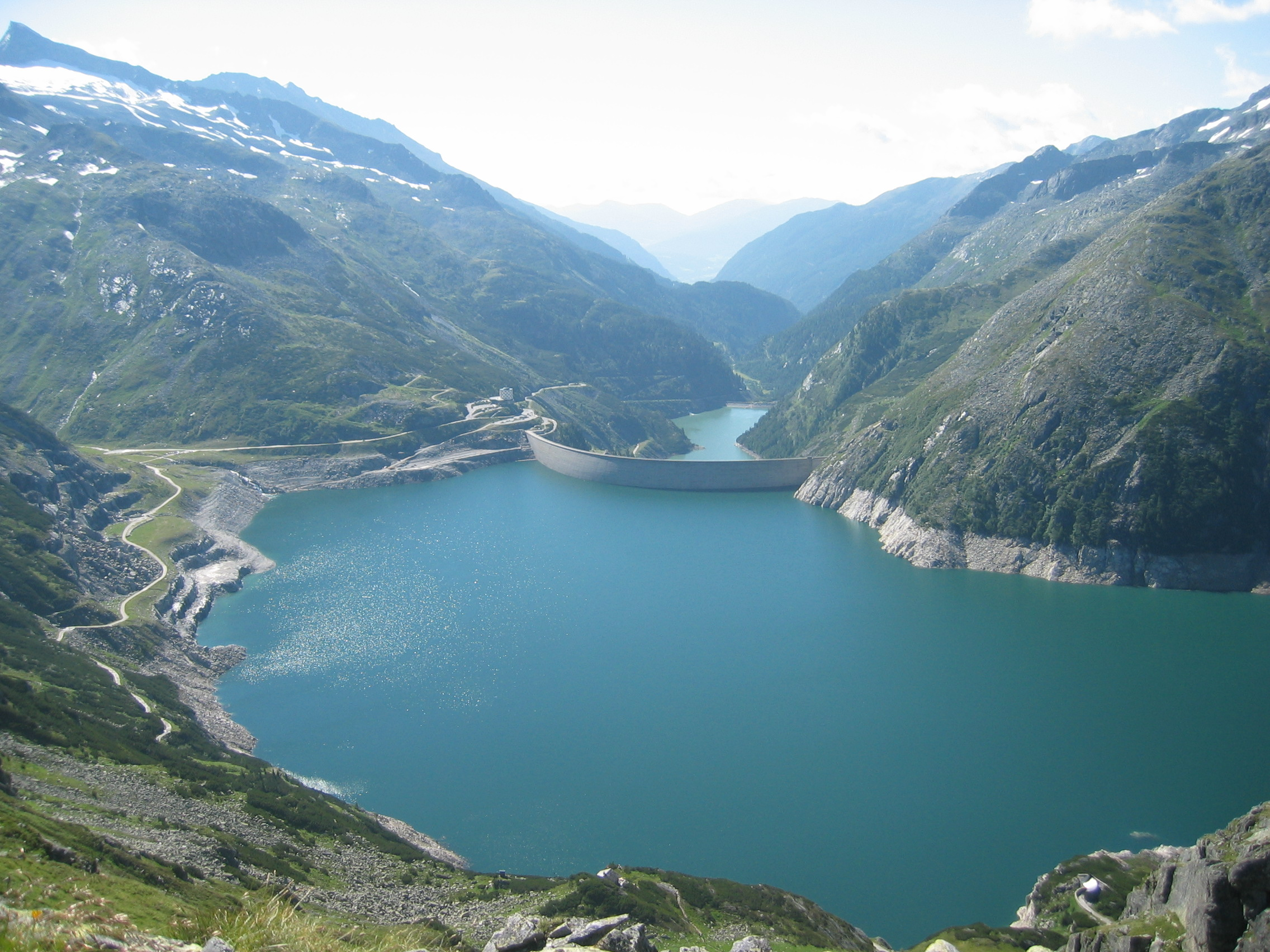
Vue sur le réservoir.

Outre l'industrie de l'énergie, le barrage Kölnbrein revêt une importance particulière pour le tourisme.
La Malta-Hochalmstraße, route à péage longue de 14,3 km, longe des cascades pittoresques, qui s'assèchent la nuit lorsque l'eau est détournée vers les réservoirs. Par des tunnels et multiples virages en épingles, cette route escarpée atteint le restaurant de montagne et l’hôtel Malta. En plus du restaurant et de 60 lits, le bâtiment en forme de tour abrite également une exposition sur le groupe de centrales électriques, une exposition de minéraux et une exposition sur le parc national des Hohe Tauern.
Il sert de point de départ pour des randonnées et des excursions en montagne. Des sauts à l'élastique sont également organisés du haut du barrage. Le lac de retenue, long de 4,3 km, est également utilisé pendant les mois d’été par les rameurs, notamment du Deutschland-Achter de la Fédération allemande d'aviron, pour l’entraînement en altitude en vue des championnats du monde et des Jeux olympiques.